# HD 190228
HD 190228是一顆位於狐狸座的恆星，視星等7.31，絕對星等3.34，距離地球約204光年。該恆星的年齡被認為高於100億年，屬於貧金屬恆星。
2000年宣布在該恆星旁發現一顆質量下限是5倍木星質量的系外行星，編號 HD 190228 b。該行星的狀況目前仍不明，因為母恆星金屬量並不高，而巨大行星較可能在金屬量高的恆星旁生成，因此有科學家認為它可能是棕矮星。之後的天文測量也確認 HD 190228 b 的質量高達木星的49.4倍，是位於接近面對地球軌道上的棕矮星。該棕矮星環繞母恆星軌道週期是1146日，軌道離心率0.5。